# Hancheng (häradshuvudort)
Hancheng (kinesiska: 汉城) är en häradshuvudort i Kina. Den ligger i provinsen Henan, i den centrala delen av landet, omkring 280 kilometer sydväst om provinshuvudstaden Zhengzhou.
Runt Hancheng är det tätbefolkat, med 383 invånare per kvadratkilometer. Det finns inga andra samhällen i närheten. Trakten runt Hancheng består till största delen av jordbruksmark.
Genomsnittlig årsnederbörd är 862 millimeter. Den regnigaste månaden är augusti, med i genomsnitt 146 mm nederbörd, och den torraste är januari, med 8 mm nederbörd.